# シータープル
シータープル（ヒンディー語: सीतापुर、英語: Sitapur）は、インドのウッタル・プラデーシュ州、シータープル県の都市。

## 人口
2011年の統計で、4,483,992人。